# Helen Hindpere
Helen Hindpere es una escritora y crítica Estonia, miembro del grupo cultural ZA/UM, y guionista principal del videojuego de 2019 Disco Elysium: The Final Cut, una extensión del juego original.

## Vida personal
Los padres de Hindpere son los bailarines profesionales Ene y Tiit Hindpere, y su abuelo es el compositor Hans Hindpere.